# قوة التدخل المصرية

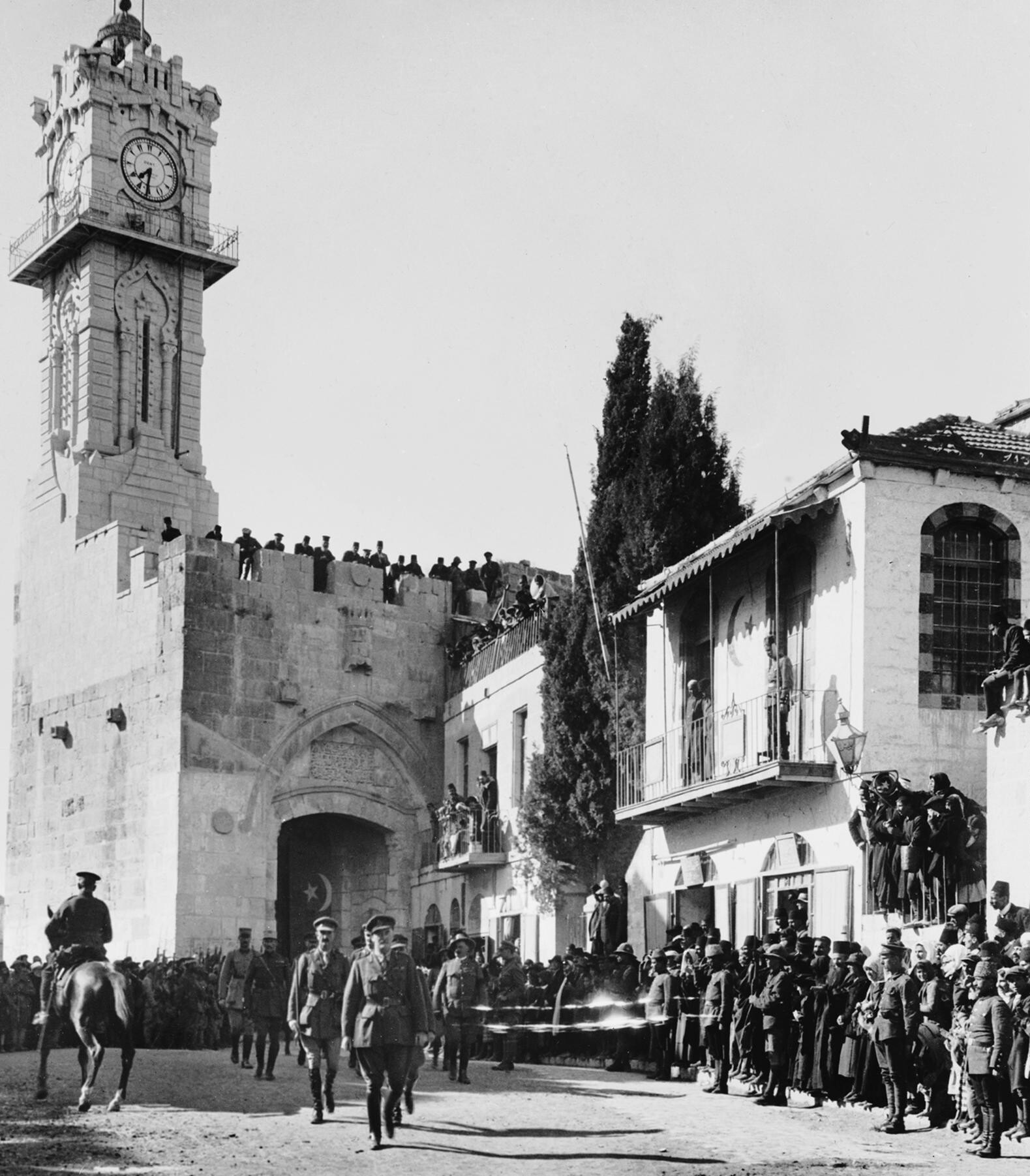
آمر قوة التجريدة المصرية، الجنرال البريطاني سير اللنبي يدخل القدس راجلاً في 11 ديسمبر 1917

قوة التدخل المصرية كانت تشكيلة عسكرية للجيش البريطاني متمركزة ومعسكرة في مصر، تشكلت في 10 مارس 1916 تحت قيادة الجنرال أرشيبالد موراي من القوة التجريدية المتوسطية والقوات في مصر (1914-1915)، في بداية حملة سيناء وفلسطين في الحرب العالمية الأولى.
اُرسل ادموند اللنبي إلى مصر ليكون القائد الأعلى لقوة التجريدة المصرية في 27 يونيو 1917، ليحل محل السير أرشيبولد ماري. من أول أعمال اللنبي كان دعم جهود لورنس العرب بين العرب ب 20,000 جنيه استرليني في الشهر.
بعد إعادة هيكلة قواته النظامية استطاع اللنبي النصر في معركة غزة الثالثة (31 أكتوبر - 7 نوفمبر 1917) وذلك بمفاجأة المدافعين عنها بهجمة على بير سبع.
انتصرت التجريدة بقيادة اللنبي على العثمانيين في معركة مجدو في سبتمبر 1918. كان الانتصار قاصماً للعثمانيين وحاسماً للجبهة الجنوبية في الحرب العالمية الأولى.

## مقالات ذات صلة
- مسرح العمليات العربي